# Gruau (Loir)
Der Gruau ist ein kleiner Fluss im südwestlichen Teil von Zentral-Frankreich, der im Département Sarthe der Region Pays de la Loire südlich der Stadt Le Mans verläuft.

## Geografie

### Verlauf
Der Gruau entspringt im südöstlichen Gemeindegebiet von Mayet, im Staatsforst Forêt domaniale de Bercé, entwässert generell Richtung Südwest und mündet nach rund 17 Kilometern im südwestlichen Gemeindegebiet von Aubigné-Racan als rechter Nebenfluss in den Loir. Auf seinem Weg quert der Gruau im Oberlauf die Autobahn A28 und im Mittelteil die Bahnstrecke Tours–Le Mans.

### Orte am Fluss
(Reihenfolge in Fließrichtung)
- La Guittière, Gemeinde Lavernat
- Verneil-le-Chétif
- La Méaltière, Gemeinde Mayet
- La Touche, Gemeinde Aubigné-Racan
- Le Verger, Gemeinde Aubigné-Racan
- La Petite Buttière, Gemeinde Aubigné-Racan
- La Gravelle, Gemeinde Aubigné-Racan